# ツービート
ツービート（英: TWO BEAT）は、ビートきよし（本名：兼子二郎）とビートたけし（本名：北野武）の2人による漫才コンビ。1972年結成。きよしはたけしを「相棒（あーいぼう）」と呼び、たけしはきよしを「ビートきよしさん」もしくは「兼子さん」と呼んでいる。

## 経歴

### コンビ結成
元々、兼子二郎（ビートきよし）は浅草ロック座で劇場進行の修行を、北野武（ビートたけし）は浅草フランス座（現在の浅草フランス座演芸場東洋館）で深見千三郎門下のコメディアンとしてコントの下積み修行をしていた。たけしは当初、同じフランス座の同僚の青年とコンビを組んでコントを演じたこともあったが、その相方が神経性の病気から入院したため、自然消滅（後のビートたけしの楽曲『浅草キッド』はこの時代を歌ったもの。「夢は捨てたと言わないで」のくだりは相方が病室で「もう夢は捨てた」と発言したことによる）。きよしもレオナルド熊の弟子と漫才コンビを組んで名古屋の大須演芸場に出演することになっていたが、レオナルド熊がその弟子を破門したため、代わりの相方を探していた。
きよしは、以前ストリップの幕間のコントで共演したことがあったたけしに新パートナーの提案を持ちかける。ここで、後のツービートの前身となるコンビが結成されることとなる。たけしの師、深見千三郎は弟子の漫才への転向を認めず、たけしを即刻破門。これで漫才コンビ結成への壁がひとつ消えたが、まだ大きな障壁が残されていた。
それが当時の漫才協団（現・漫才協会）のルール「舞台で漫才をするには漫才協団への加盟が必要」というものだった。当人たちがコントから漫才に演目を変えようと思ったところで、漫才師として勝手に舞台に上がるなど、当時は断固許されない状況だったのだ。そのため、たけしが目をつけたのが松鶴家千とせ。千とせは当時、西秀一という芸名を名乗り西秀一・秀二として漫才を行っていたが、たけしはその漫才スタイルに惹かれていた。たけしは名古屋の大須演芸場まで赴き、千とせと大阪の漫才コンビ、中田ダイマル・ラケットが麻雀をしていた楽屋に押しかけた。そこで千とせに向かって「パンチの効いたネタをやってましたね、僕らもああいうのをやりたいです」と熱意を訴え、千とせも認めたため、正式に弟子入りした形になった。そして、千とせから漫才師として、松鶴屋一門としてのコンビ名、松鶴家二郎・次郎を授かり、漫才師としての活動が実質的に始まったのである。しかし、その芸名でもヒットに恵まれなかったため、きよしがコロムビア・ライトの付き人経験があったことから、しばらくして空たかし・きよしに改名された（ライトが相方であるコロムビア・トップと絶縁状態にあったため、青空一門ではなく個人の預かりとして芸名が青のない「空」になっている）。

### ツービートに
ところが、改名に次ぐ改名でもコンビは売れなかった。そんな八方塞がりの状況で、たけしはきよしに代わって主導権を握ることに。そして、またもやコンビ名の変更を、たけしは師匠の千とせに相談した。その際、たけしは「NHK（の漫才コンクール）で、三番か四番目の（賞）しかもらえなかった。それは松鶴家が古い名前だから」と訴えたところ、千とせは「じゃあ、どんなんがいいんだ」と尋ねた。するとたけしが「（千とせ）師匠が漫才をやっていたとき、テンポのいい、ビートの利いたようなのをやっていた。だからビートの利いたのをお願いします」とリクエスト。そこで千とせが「じゃあ『ザ・ビート』にするか」と提案すると、たけしが「いや、二人だからツーに」と言及。最終的に、千とせが「じゃあツービートで」と折衷案を出し、コンビ名がツービートに改名された。
ツービートへの改名後、それでもヒットまでにはまだ紆余曲折があった。余りの受けなさに舞台で性器を露出したり、客を毒舌でいじるなどの追いつめられて行った行動が徐々にスタイルになり、ツービートの原型となったが、決定的だったのは、大阪の新進漫才師・B&Bの島田洋七との出会いである。後に紳助・竜介も倣う、シンプルで間を減らしたテンポの速い『16ビートの漫才』『客を完全に飲み込み唖然とさせる漫才』を見て衝撃を受ける。ツービートもこれを取り入れ、たけしがひたすら猛烈な勢いでしゃべり倒し、アトランダムにきよしが突っ込む高速漫才へ変貌する。
「山形いじめ」のネタは、B&Bの「広島岡山漫才」を真似たもので、こうして開き直ったたけしは、それまでの下ネタはもちろん、差別用語から、放送禁止用語まで、およそ今までの漫才ではタブー視されていたものをあえて取り入れ評判を呼び、まず同業のプロ仲間から評価を上げていった。

### テレビ進出
1970年代後半から状況はさまざまに変化を見せ、立川談志や漫画家の高信太郎らがツービートを評価し出し、所属事務所も太田プロダクションへ移籍し、1975年に東京12チャンネル（現・テレビ東京）の『ライバル大爆笑!』でテレビ初出演。
大阪で興ったB&Bに加え、テレビ『ヤングおー!おー!』に出演していた若手達のコンビ、そしてツービートなど、以前とはスタイルの違う新世代の漫才師を一つのムーブメントとして過去の“漫才”から一線を画する意味で“マンザイ”、“MANZAI”としてフジテレビで『THE MANZAI』（全11回で終了）として番組に構成。
これらのメンバーを中心に、1979年頃より1981年頃にかけて漫才ブームと呼ばれる社会現象になった『THE MANZAI』の出演者は、服装もツナギ（紳助・竜介）やコンビロゴの入ったスウェットシャツ（B&B）、DCブランド（ツービート）、アイビールック（ザ・ぼんち）とバラエティに富み、アイドル性を加味している。ただし、ツービートの2人は他の若手が20代だったのに対して既に30代に突入しており、外見的にも業界用語でいう「汚れ」であって、アイドル人気ということでは一歩遅れを取っていた。
さらに、ツービートはテンポが速いのみならず、“毒舌”と評される「ジジイ」、「ババア」、「ブス」をはじめとした単語を多用し、それまでは穏和で、ある意味媚びたスタンス漫才師が一般的であった背景からコンサバ層（婦人、中高年齢層）には受け容れられず、『THE MANZAI』出演当時も事実、人気は5番目あたり（本人談）に位置し、当時はほぼ完全に若手サラリーマンや大学生と言った、教育レベルが比較的高く、新しい刺激やスタイルに直感的に敏感な世代のみに支持されていた。後にテレビ番組『ダウンタウンDX』でゲスト出演の紳助が「実際はB&Bと紳助・竜介、ツービートだけが新しいもので他は既存のものであった」と語っている。
『THE MANZAI』は当時関西ばかりにタレントが揃い、東京勢が希少であったにもかかわらず、自らの意思で第5回をもって出演を最後にしている。ツービートの漫才が浸透し要望が高まっていた頃にはすでに『THE MANZAI』から姿を消していたのである。漫才の舞台から姿を消すのと同時期にたけしはソロ活動を開始。1981年1月1日からのニッポン放送『ビートたけしのオールナイトニッポン』では深夜放送のヘヴィユーザーである受験生に絶大な支持を受け、勤労層の若者は録音で愉しみ、テープを回し何度もその早口を聞き取ることを喜びとした。
漫才ブームが始まった頃のギャランティは月額30万円程度だったが、ブームが到来すると半年で月1600万円になっていたという。2017年に公表された御田晃生による、絶頂期の1980年には年収が20億円であったとする文も存在する(当時の大卒初任給の平均は11万円)。

### 個々での活動
1981年に『THE MANZAI』のスタッフがそっくり移行し、フジテレビでスタートしたバラエティ番組『オレたちひょうきん族』に出演。タケちゃんマンを中心として人気を得た。最大の“おばけ番組”としてライバル『8時だョ!全員集合』（元からこの番組に視聴率で勝つのが命題であった）をついに視聴率でしのいだ辺りで一つの区切りとなり、たけしは独自に当時徐々に膝下に集まってきたたけし軍団を率いたバラエティ番組にチャレンジする。
土居まさる司会の『TVジョッキー』をパワーアップさせた『スーパージョッキー』や、TBS系の『お笑いサドンデス』、『笑ってポン!』、テレビ東京『気分はパラダイス』等に構成と主演に精力的に取り組む。同年にはテレビ朝日系『クイズ!!マガジン』をツービート司会でスタートし、TBS系では他に毎日放送製作の『世界まるごとHOWマッチ』にもレギュラー出演している。
1985年に日本テレビ『天才・たけしの元気が出るテレビ!!』、『OH!たけし』、テレビ朝日『ビートたけしのスポーツ大将』、TBS『痛快なりゆき番組 風雲!たけし城』を新たに自己の企画、構成、出演の番組をスタートさせ、『オレたちひょうきん族』も合わせて民放4局8時ゴールデンタイムの視聴率トップを達成する偉業を成し遂げるなかで、きよしとの出演は『スーパージョッキー』と『OH!たけし』の2番組のみに残ることになる。
1981年のたけしのピンとしての活動の活発化により、ツービートとしての漫才活動はほとんどなくなっていたが、1985年頃、きよしが太田プロを退社 し、たけしは太田プロのままで以後は2人の所属事務所が分かれることになった。しかし2人に仲たがいがあったわけではなく、漫才を行なわなくなって以降、売れっ子になったたけしは、きよしを自分の番組のゲストに度々呼んで共演した。たけしは「我慢強いきよしが相方だったおかげで、気の短い自分でも芸能界に残れた」ときよしへの感謝を口にしている。1986年、たけしのフライデー襲撃事件の際には、きよしが週刊誌上で「おれといっしょにやり直そう」とたけしに呼びかけたこともあった。

### イレギュラー復活
1990年代から2000年代に入ってからは、たけしの番組『北野ファンクラブ』内で一時ツービートを復活させたり、『北野タレント名鑑』の最終回、『たけしの誰でもピカソ』の特番などで共演するなど、数年に一度の割合でコンビでテレビに出演している。2008年以降、約一年に一回のペースで放送される『ビートたけしの絶対見ちゃいけないTV』でも毎回共演している。北野武監督作品『菊次郎の夏』『TAKESHIS'』にはきよしが出演しており、前者では作中でたけしときよしの絶妙の掛け合いを見ることができ、後者の舞台挨拶ではツービートとして掛け合いを披露した。
漫才コンビとしての定期的な活動はなくなったものの、イレギュラーながら現在でもたけし軍団の若手のライブなど乱入のような形で出演、細々ではあるがツービート名義で活動を継続しており正式な解散には至っていない。2008年には、たけしがサザンオールスターズの無期限活動休止発表に対して「活動休止なんてそんなことわざわざ発表しなくてもいいのに」、「サザンもオレたちのマネをしなきゃ（笑）」と語るなど、ツービートが解散していないことをネタにしたりもしている。また、2009年の『漫才』（新潮社）や2010年の『1084(to-san-ya-yo) two beat MANZAI2』（ネコ・パブリッシング）など、たけしが「ツービート漫才復活!!」を宣伝文句にした著書を出版している。2010年、『とんねるずのみなさんのおかげでした』では、とんねるず対たけし・所ジョージチームのゴルフ対決罰ゲームとして、きよしが出演し、ツービートとして漫才を短い時間ではあるが披露している。

### 現在
長らく休止状態だったツービートだったが、2014年4月1日、きよしがオフィス北野に転籍したことにより、29年ぶりにたけしときよしが同じ事務所に所属。これにより、ツービートとしての活動がやりやすくなり、「ツービート復活」と報じられた。なお、きよしのオフィス北野入りについてはたけしのほうから誘って実現している。コンビ復活後の初仕事は同年6月6日のラジオ『高田文夫のラジオビバリー昼ズ』。その後も、たけしの番組にきよしが出演するなど、実質的にツービートの名前こそ出さないものの、再結成しているといえる。
2018年、たけしが個人事務所「T.Nゴン」を立ち上げて（オフィス北野を放り出す形で）移籍。以後「ツービート」としての活動はない。

## 芸風
コンビ名ツービートの由来を、本人が好んだジャズからである、サトウダイコンを意味する英語の『ビート』の別の和名『甜菜（）』と同じ音の『天才』に掛けている等深読みする向きもあるが、本人が語る所「適当」だそうである。また、たけしいわく『ビート』の打つ、叩く、打ち負かすという意味合いもあるという。1950年代のアメリカにビート族というのがいて、そのビートは「既成の道徳・秩序などに反抗して無軌道に騒ぎ回ること」という意味がある。
たけしが99年に著した『たけし！ ―オレの毒ガス半生記―』に「ツービートという芸名はオレが考えた。漫才師らしくなくていいと思ってね」との記述がある。
主なネタは、「ブスいじめ」や「田舎者いじめ」「老人いじめ」等、いわゆるいじめネタや差別ネタが多く、ブラックユーモア漫才で人気を勝ち取る。B&Bと共演の際はいわゆる「いじめ」ネタはしていなかった。1980年に出版されたツービート名義の著書『ツービートのわっ毒ガスだ』は同年の年間6位となるベストセラーになる。流行語になった「赤信号、みんなで渡れば恐くない!」など、人間の本質をえぐったブラックユーモアが漫才ブームではうけた。ネタの中には特定の芸能人を標的にしたものもありタモリの失明や研ナオコの容姿やおすぎとピーコの同性愛など現在の企業コンプライアンスでは不可能なタブーに切り込んだネタもあった。
一方でツービートの漫才は、その差別ネタから「生放送では使えない」と言われ、日本放送協会（NHK）に出演した際には、大幅にしゃべりをカットされた。NHK新人漫才コンクールには1976年から3回連続出場したが、優勝は逃した。昭和のいる・こいる、星セント・ルイス、東京丸・京平がその時の優勝者である。
このたけしの毒舌スタイルは、下積み時代の浅草フランス座で、礼儀を知らない客を舞台から怒鳴りいじり、田舎者をバカにする師匠・深見千三郎の「心優しい、口悪い」のスタイルや、元々東京下町では、口が悪いが腹は何もないカラッとした毒舌は日常的であったこと、たけしの母の北野さきも似た語り口だったことなど、原点が全て出たのがこのスタイルであったと言える。
コンビ結成当初はきよしがネタを考えていたが受けなかったため、やがてたけしが「1回でいいから俺にやらせて」と自分から要望しネタを考え始めてから、以後ネタを担当するようになった。たけしが1人で攻撃的なギャグをしゃべりまくり、横のきよしがたまに「よしなさい」と諌めるという、漫才というよりは、むしろ漫談、スタンダップコメディに近いスタイルを取った。これはB&B、紳助・竜介と共通する新世代漫才の特徴でもあった。
2人での漫才の練習はほとんどなく、仕事を離れればプライベートの付き合いもなかったが、仲が悪いというわけではなく、プライベートでは別々だったことがコンビが続いた理由だとたけしは回想している。

## コンビでのテレビ出演

### バラエティ
過去のレギュラー番組
- 爆笑パニック!体当たり60分（1975年、東京12チャンネル）
- ちびっこ集まれ!海賊船（1976年、東京12チャンネル）
- チャオけんみんスタジオ（1979年、静岡けんみんテレビ・初レギュラー番組）
- お笑い大集合（1978年 - 1980年、フジテレビ）※途中からレギュラー
- スター爆笑座（1980年 - 1981年、TBS）
- 三波伸介の凸凹大学校（1980年 - 1981年、テレビ東京）
- クイズ!!マガジン（1980年 - 1983年、テレビ朝日）
- 大進撃!おもしろ組（1980年 - 1981年、フジテレビ）
- THE MANZAI（1980年 - 1982年、フジテレビ）
- 飛び出しマガジン12（1980年、東京12チャンネル）
- 笑ってる場合ですよ!（1980年 - 1982年、フジテレビ）
- オレたちひょうきん族（1981年 - 1989年、フジテレビ）※コンビとしては1981年 - 1983年頃まで。
- ドンピシャ!!ガンガン（1981年、TBS）
- ツービート 笑ってゴマかせ!（1981年、TBS）
- テレビに出たいやつみんな来い!!（1982年、日本テレビ）- 司会
- わっ!!ツービートだ（1982年、日本テレビ）- 司会
- ビートたけしのつくり方（1993年 - 1994年、フジテレビ）- たけしVS天才小学生コーナーとコントに出演
- 北野ファンクラブ（1995年 - 1996年、フジテレビ）※たけし療養中の1994年はきよしが2回ゲスト出演し、たけし復帰後から漫才やコントにコンビ出演
- 朝までたけし軍団（テレビ朝日）ツービートのコントコーナーのみ出演
- ビートたけしの絶対見ちゃいけないTV（2009年 - 2017年、TBS系列 / 年1回位放送）

ゲスト出演
- ライバル大爆笑（1975年、東京12チャンネル）※テレビデビュー
- 独占!男の時間（1975年、東京12チャンネル）
- やじうま寄席（1975年、日本テレビ）
- 東西若手漫才競演（1976年・1977年・1978年3月21日、NHK総合）
- 日曜テレビ寄席（1976年9月12日、1977年3月20日、フジテレビ）
- 第5回放送演芸大賞（1977年1月3日、フジテレビ）
- 第14回オールスター秋の紅白大運動会（1977年10月4日、フジテレビ）
- サンデーお笑い生中継（1978年 - 1979年、MBS・TBS共同制作）
- 花王名人劇場（1979年 - 1990年関西テレビ・フジテレビ系列）
- 土曜スペシャル  爆笑！激笑！ 今年の笑いおさめだ'79重大ニュース（1979年12月29日、日本テレビ）
- 初詣!爆笑ヒットパレード（1980年・1981年・1982年1月1日、フジテレビ）
- 爆笑スペシャル東西対抗お笑い夏の陣！（1980年 - 1983年、テレビ朝日・ABC共同制作）
- 笑アップ歌謡大作戦（1981年1月27日・5月26日、テレビ朝日）
- 第8回オールスター冬の祭典（1981年2月10日、フジテレビ）
- 600こちら情報部（1981年9月8日、NHK総合）
- ツービート5冠王記念毒ガスPARTY!!これがツービートだ!（1981年9月19日、フジテレビ）
- 親友悪友（1981年10月5日、TBS）
- 情報7days ニュースキャスター（2013年2月9日、TBS）※たけしがレギュラーで、きよしがゲスト出演。
- ぴったんこカンカン（2015年11月13日、TBS）※たけしと西島秀俊がゲストで、きよしはサプライズ出演。

### テレビドラマ
- 二百三高地（TBS）
- 青春諸君!夏（TBS）
- 意地悪ばあさん（1981年10月、フジテレビ）

## コンビでのラジオ出演
- ヤロウどもメロウどもOh!（1978年 - 1979年、 ラジオたんぱ） 金曜日レギュラー[22]：出演コンビ名としては「くそみそマン」を使用（理由は不明）
- 赤塚不二夫のギャグラジオ（1978年、TBSラジオ）
- ツービートの歌謡インベーダー（1979年、ニッポン放送）
- 高島秀武のマンモス歌謡ワイド カレーのサンタがやってきた とびだせ街角リクエスト（1979年、ニッポン放送）
- ダディ竹千代のオールナイトニッポン（1980年、ニッポン放送）
- ビートたけしのオールナイトニッポン（1981年 - 不定期出演、ニッポン放送）
- 高田文夫のラジオビバリー昼ズ（不定期出演、ニッポン放送）

## 映画出演
- 1980年 『まことちゃん』[23]（東宝） ※本人役での声の出演
- 1981年 『ダンプ渡り鳥』（東映）

## レコード
シングル
- 不滅のペインティング・ブルース（1980年4月21日）
- ホールズ・ポールズ（1980年11月5日）

アルバム
- 目標百萬枚（1981年7月21日）
- ヤイ!ヤイ!ヤイ!ツービートがやって来た〜オールライブニッポン（1981年11月21日）

## 受賞歴
- 1977年 第5回放送演芸大賞 ホープ賞
- 1980年 第17回ゴールデン・アロー賞 芸能新人賞
- 1981年 昭和55年度 第1回花王名人大賞 漫才部門 名人賞
- 1982年 昭和56年度 第10回日本放送演芸大賞 特別賞
- 1982年 昭和56年度 第2回花王名人大賞 漫才部門 名人賞

## その他
1998年の一時期、たけしの弟子の浅草キッドが二代目を名乗っていたことがある。
女優の七瀬なつみは学生時代、熱狂的なファンであった。